# آنا جيوردانو برونو
آنا جيوردانو برونو (بالإيطالية: Anna Giordano Bruno)‏ هي منافسة ألعاب القوى إيطالية، ولدت في 13 ديسمبر 1980 في سان فيتو آل تاليامنتو في إيطاليا.

## وصلات خارجية
- آنا جيوردانو برونو على موقع الاتحاد الدولي لألعاب القوى (الإنجليزية)
- آنا جيوردانو برونو على موقع الاتحاد الأوروبي لألعاب القوى (الإنجليزية)
- آنا جيوردانو برونو على موقع الاتحاد الإيطالي لألعاب القوى (الإيطالية)
- آنا جيوردانو برونو على موقع اللجنة الأولمبية الدولية (الإنجليزية)